# Przywsie
Przywsie est une localité polonaise de la gmina de Żmigród, située dans le powiat de Trzebnica en voïvodie de Basse-Silésie.